# Fetti
| Recensione | Giudizio |
| ---------- | -------- |
| Pitchfork  | [ 2 ]    |
| HipHopDX   | [ 2 ]    |
| Exclaim!   | [ 2 ]    |

Fetti è un album collaborativo tra i rapper statunitensi Freddie Gibbs e Curren$y e il produttore connazionale The Alchemist, pubblicato nel 2018. L'album è ignorato dalla maggior parte di pubblico e critica: su Metacritic ottiene 86/100, punteggio basato su 4 recensioni positive.

## Tracce
Musiche di The Alchemist.
1. Location Remote – 2:55
2. The Blow – 2:31
3. New Thangs – 2:23
4. Saturday Night Special – 3:28
5. Now & Later Gators (Freddie Gibbs) – 2:33
6. No Window Tints (Curren$y) – 1:40
7. Willie Lloyd (Freddie Gibbs) – 2:42
8. Tapatio – 2:53
9. Bundy & Sincere – 2:23

## Classifiche
| Classifica (2018)     | Posizione massima |
| --------------------- | ----------------- |
| US Independent Albums | 20                |